# Eric Chatfield
Eric Derill Chatfield (New York, 7 dicembre 1979) è un ex cestista statunitense, professionista in Europa e in Asia.

## Carriera
Ha giocato brevemente per Caserta .

## Palmarès
- Campione Libanese (2003, 2004)
- Campione FIBA Asia Champions Cup (2004)